# Grote roetgierzwaluw
De grote roetgierzwaluw (Cypseloides rothschildi) is een vogel uit de familie Apodidae (gierzwaluwen).

## Verspreiding en leefgebied
Deze soort komt voor in zuidelijk Bolivia, zuidelijk Peru en noordwestelijk Argentinië.

## Status
De totale populatie wordt geschat op 6-15 duizend volwassen vogels. Op de Rode lijst van de IUCN heeft deze soort de status gevoelig.